# نايا ماري إديت

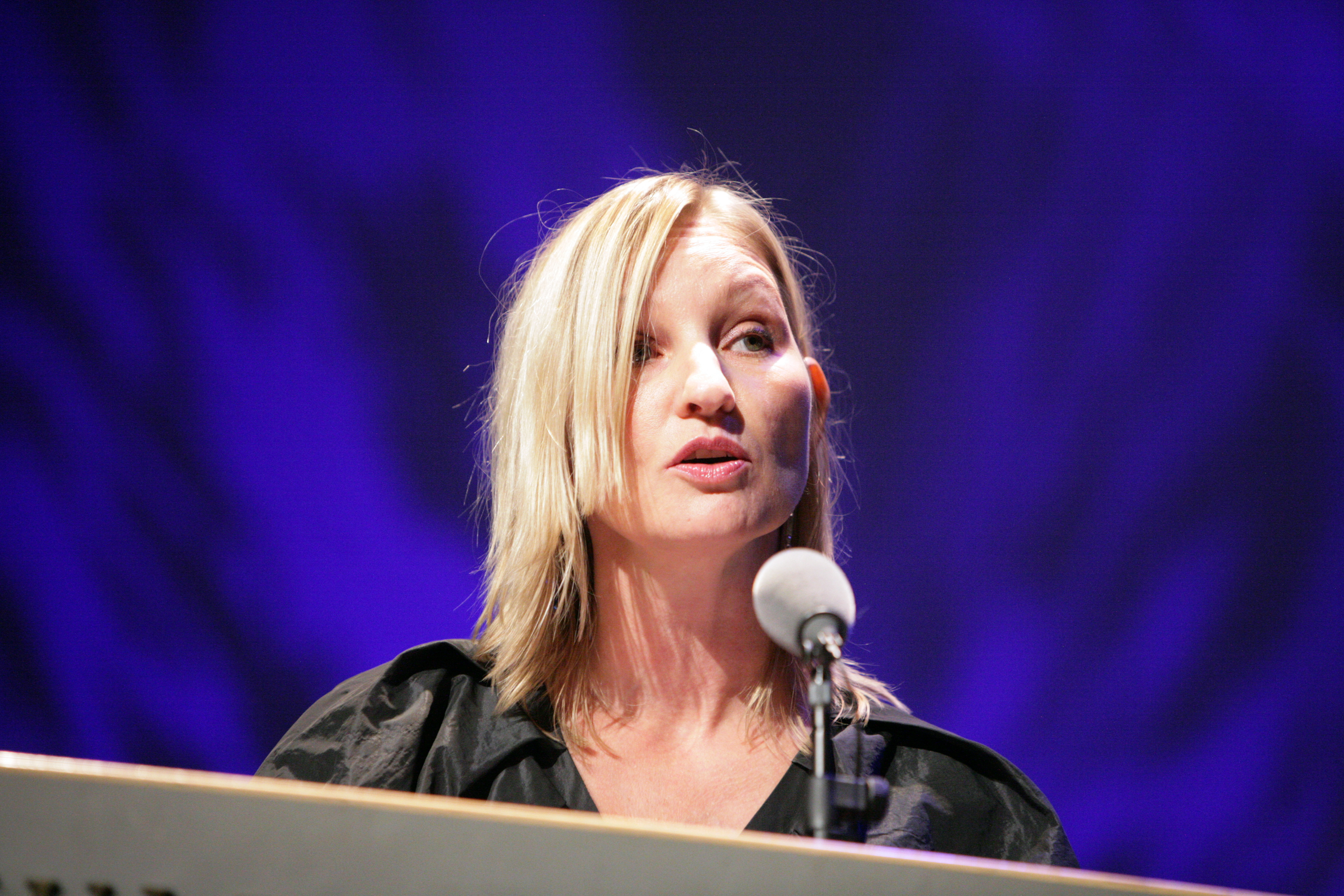
نايا ماري إديت، الفائزة بجائزة المجلس الأدبي الشمالي عام 2008

نايا ماري إديت، شاعرة وكاتبة باللغة الدنماركية، مواليد 24 ديسمبر 1963.
ولدت في مدينة آسيات؛ نشأت في جرينلاند حيث قضت فيها بضع سنوات، ثم في فيستيربرو في كوبنهاغن. عام 1991، نشرت أول كتابٍ لها في الشعر بعنوان Så længe jeg er ung (بينما لا أزال شابّة). منذ عام 1993، عملت كاتبة بدوامٍ كامل. عام 1994، منحت نايا ماري إديت جائزة الصندوق الدنماركي كمنحة دراسية لمدّة ثلاث سنوات. عام 2008، انتقلت إلى بروكلين في مدينة نيويورك.
فازت نايا بجائزة المجلس الشمالي للأدب عام 2008، عن مجموعتها القصصية Bavian. Bavian also earned her the Danish جائزة الأدب للنقاد الدنماركيين ‏ for 2007.

## جوائز ومنح
تلقّت نايا ماري إديت عدّة منح من الصندوق الدنماركي. كما تلقّت جوائز عديدة، منها:
- 1993: جائزة غايلديندال للكتاب
- 1996: جائزة مارتين أندرسون نيكسو
- 1996: جائزة هيرمان بانغز مينديلغات
- 2004: جائزة بياتريس[5]
- 2007: جائزة النقد الأدبي الدنماركية
- 2008: جائزة المجلس الشمالي للأدب
- 2011: جائزة سورين غايلديندال[6]

## وصلات خارجية
- نايا ماري إديت على موقع IMDb (الإنجليزية)
- نايا ماري إديت على موقع ميوزك برينز (الإنجليزية)